# Los chicos del puerto
Los chicos del puerto és una pel·lícula espanyola del 2013 dirigida i escrita pel val·lisoletà Alberto Morais. Fou rodada el setembre de al barri de Natzaret de València amb actors no professionals procedents del mateix barri i es va estrenar en el marc del 35è Festival Internacional de Cinema de Moscou, on fou candidata al Sant Jordi d'Or. També fou projectada al Festival Internacional de Cinema de Toronto. Ha estat subvencionada per Conselleria d'Educació, Investigació, Cultura i Esport de la Generalitat Valenciana.

## Sinopsi
Miguel fa el viatge que el seu avi no pot fer, ja que està tancat per la seva pròpia família. La missió és molt senzilla, anar a un funeral i dipositar una guerrera militar en la tomba d'un vell home, amic del seu avi. Miguel, acompanyat per Lola i Guillermo, surt d'aquesta illa dins de València que és el barri de Natzaret. Deambula per la perifèria de València buscant un cementiri, i enfrontant-se en definitiva a una ciutat deserta, almenys per un dia.

## Repartiment
- Omar Krim (Miguel),
- Blanca Bautista (Lola),
- Mikel Sarasa (Guillermo),
- José Luis de Madariaga (Avi),

## Premis
- Premi al millor guió al Tirana International Film Festival.[5]
- Premi del públic en Cinema Llatí a Tübingen[6]
- Premi Turia als Nous Realitzadors[7]
- Premi del Cinema de la Cartellera Levante de València

## Crítiques
Segons el propi director, la pel·lícula és un reflex "el desmantellament a Espanya del que enteníem com l'estat del benestar" i utilitza l'experiència de tres nens d'un barri marginal de València (Natzaret, al que el director se sent especialment vinculat) per a dibuixar un retrat de l'abandó social, familiar, econòmic i polític que viuen els més desfavorits de la societat amb clares influències de Theo Angelopoulos i de Víctor Erice (especialment d' El espíritu de la colmena).